# 昂加伊斯
昂加伊斯（法語：Angaïs，法語發音：[ɑ̃ɡa.is]）是法国大西洋比利牛斯省的一个市镇，属于波城区。

## 地理
昂加伊斯（43°14'16"N, 0°15'9"W）面积5.94 平方千米，位于法国新阿基坦大区大西洋比利牛斯省，该省份为法国东南部省份，涵盖了贝阿恩与北巴斯克，西临大西洋比斯開灣，北至朗德省，东北接热尔省，东临上比利牛斯省，南与西班牙接壤。
与昂加伊斯接壤的市镇（或旧市镇、城区）包括：博尔德、阿尔蒂格卢唐、博埃伊-伯赞、努斯蒂。
昂加伊斯的时区为UTC+01:00、UTC+02:00（夏令时）。

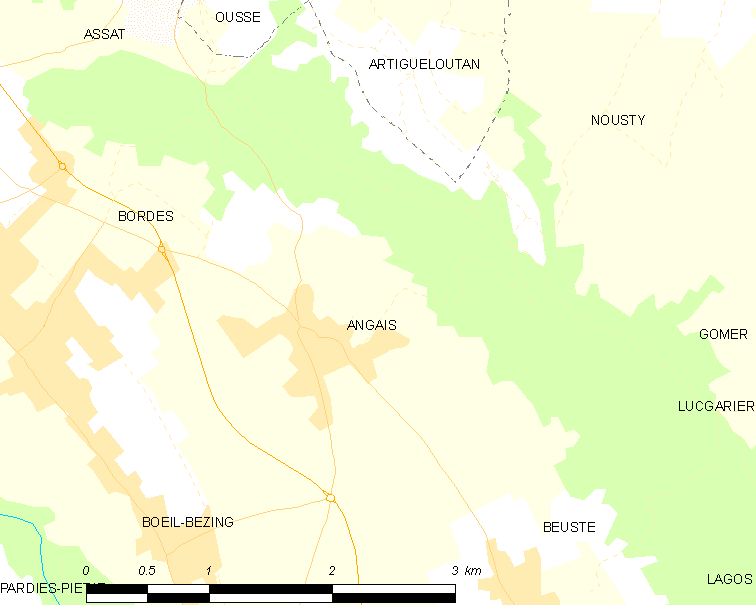
昂加伊斯的OSM定位图

## 行政
昂加伊斯的邮政编码为64510，INSEE市镇编码为64023。

## 政治
昂加伊斯所属的省级选区为乌斯河与拉关河河谷县。

## 人口

1962-2008年间昂加伊斯人口变化图示

昂加伊斯于2022年1月1日时的人口数量为895人。